# Shaun Evans (acteur)
Shaun Francis Evans (Liverpool, 6 maart 1980) is een Brits acteur en regisseur. Hij is in Nederland en Vlaanderen vooral bekend geworden door zijn hoofdrol in de ITV-televisieserie Endeavour, die liep van 2012 tot 2023 en waarvan de eerste aflevering op 29 mei 2013 door de KRO werd uitgezonden.

## Achtergrond
Evans familie kwam uit Noord-Ierland. Hijzelf is geboren en getogen in Liverpool, waar zijn vader taxichauffeur was en zijn moeder in de gezondheidszorg werkte, in een ziekenhuis. Hij heeft een elf maanden oudere broer.

## Carrière
Evans verwierf een studiebeurs voor St Edward's College in West Derby, een voorstad van Liverpool, dat hij van 1991 tot 1998 bezocht en waar hij begon met acteren in schoolproducties. Hij voltooide een cursus aan het National Youth Theatre, voordat hij als 17/18-jarige naar Londen ging. Evans deed daar zijn acteursopleiding aan de Guildhall School of Music and Drama.
Evans kreeg zijn eerste grote rol in 2002 als de homoseksuele Franse leraar John Paul Keating in het comedy-drama Teachers . Hierna volgden rollen in onder meer Being Julia (2004) en Ashes to Ashes (2009).
In 2012 kreeg hij de titelrol in de serie Endeavour, de prequel van de populaire serie Inspector Morse. In deze serie is hij de jonge rechercheur Endeavour Morse, terwijl Roger Allam zijn chef en mentor Fred Thursday speelt. Deze serie telt negen seizoenen met in totaal 36 afleveringen op het Britse ITV.
Evans heeft diverse afleveringen geregisseerd van onder meer Casualty en Endeavour.

## Filmografie
| Jaar      | Titel                      | Rol                            | Opmerking                      |
| --------- | -------------------------- | ------------------------------ | ------------------------------ |
| 2002      | Teachers                   | John Paul (J.P) Keating        |                                |
| 2003      | The Boys from County Clare | Teddy                          |                                |
| 2004      | Being Julia                | Tom Fennel                     |                                |
| 2006      | Gone                       | Alex                           |                                |
| 2007      | Boy A                      | Jacks collega en nieuwe vriend |                                |
| 2007      | Inspector George Gently    | Laurie Elton                   | Pilot episode: "George Gently" |
| 2009      | Princess Kaiulani          | Clive Davies                   |                                |
| 2009      | The Take                   | Jimmy Jackson                  |                                |
| 2009      | Ashes to Ashes             | Sean Irvine                    |                                |
| 2009      | Dread                      | Quaid                          |                                |
| 2011      | Wreckers                   | Nick                           |                                |
| 2012      | Whitechapel                | Sly Driscoll                   |                                |
| 2012      | Silk                       | Daniel Lomas                   |                                |
| 2012      | The Last Weekend           | Ian                            |                                |
| 2012-2023 | Endeavour                  | D.C. Endeavour Morse           |                                |
| 2014      | War Book                   | Tom                            |                                |
| 2015      | The Scandalous Lady W      | Sir Richard Worsley            |                                |
| 2021      | Vigil                      | Warrant Officer Elliot Glover  |                                |